# 狐步

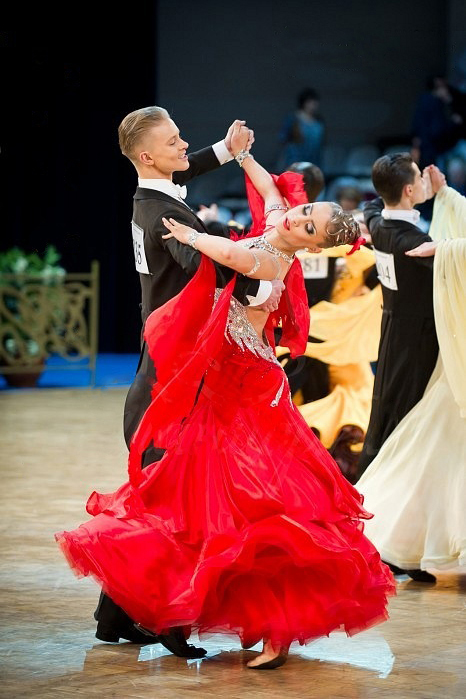
國際標準舞版狐步

狐步（英語：Foxtrot），源於非洲美裔人的會所，是一種社交舞（Ballroom dance），俗稱慢四步，用4/4拍的音樂。
狐步取名於它的創作者哈利·福克斯（Harry Fox），與狐狸並無關係。至于狐步是模仿狐狸跳舞的說法，僅僅是一個傳說，應該是根据英文“Fox-trot”的意思是“狐狸快速行走”。基本的節拍（rhythm）是“慢-慢-快-快”。每一個“慢”佔兩拍，每個“快”佔一拍。狐步起于1914年，後來在國際標準舞創立之後，狐步舞步有根本的變化。基本的節拍從“慢-慢-快-快”變為“慢-快-快”。基本舞步有羽步（Feather Step）、三步（Three Step）、左轉（Reverse Turn）和右轉（Natural Turn）。其风格文雅、轻柔、恬静、幽宛、安详。

## 起源
狐步舞起源于美国黑人舞蹈，早在1900年就出现狐步舞，是由美国舞厅舞专家维隆·凯萨贤伉俪模仿马走路而创编，舞步简单，当时十分流行。
1913年哈利·福克斯在这个基础上编创含着美国新黑人爵士节奏的舞蹈，推出了自行设计的滑稽歌舞在纽约电影院的屋顶花园首次公演，由福克斯与燕奇·杜丽主演，出呼意料地获得满堂喝彩，掌声雷鸣，人们高呼“fox! fox!”。因此在美国及欧洲一些国家迅速风行，其称为“福克斯”舞，后由英国舞蹈专家约瑟芳·宾莉改编成为英国式舞蹈。
1928年狐步舞进入中國第一个码头上海滩，由于“fox”英文翻译是“狐狸”的意思，因此便譯稱為狐步舞。

## 外部連結
1. 全套狐步舞步 （页面存档备份，存于）